# Kloster St. Georgenberg (Worms)
Das Kloster St. Georgenberg war eine Benediktinerpropstei, die auf dem Georgenberg nördlich von Worms-Pfeddersheim lag.

## Geschichte
Die um 750 gegründete Benediktiner-Abtei Gorze in Lothringen erhielt laut Eintrag in ihrem etwa 1170 entstandenen Kartular, 754 bzw. 765, durch Bischof Chrodegang von Metz, verschiedene Güter im Wormsgau, darunter Besitz in Flomersheim sowie die Kirche und ein Gut zu Pfeddersheim. Das Jahr 754 wird deshalb auch als Zeitpunkt der ersten urkundlichen Erwähnung von Pfeddersheim angesehen, gleichwohl Zweifel an der Genauigkeit der erst 400 Jahre später genannten Schenkungsjahre bestehen. Im Jahre 793 ist eine Dotation von Gütern in Dalsheim an die damals bereits der Abtei Gorze gehörende Pfeddersheimer Kirche St. Marien sicher nachgewiesen. Bei dem jeweils genannten Pfeddersheimer Gotteshaus handelt es sich um einen Vorgängerbau am Platze der heutigen Simultankirche „Mariä Himmelfahrt“.
Zunächst wirkten als Pfeddersheimer Seelsorger wohl aus Gorze entsandte Benediktiner, später gründete die Abtei dort eine Propstei, also einen kleineren Filialkonvent. Die Gründung wird allgemein im 10. Jahrhundert vermutet, urkundlich ist die Propstei jedoch erst ab 1173 fassbar.
Das Kloster lag auf dem jetzigen St. Georgenberg, nördlich von Pfeddersheim, nur wenig oberhalb der Stadtmauer. Dort gibt es noch heute die renommierte Weinlage St. Georgenberg. Beim Konvent befand sich eine dem Hl. Johannes dem Täufer geweihte Kapelle und der jeweilige Propst (Klostervorsteher) hatte das Patronatsrecht der Pfeddersheimer Pfarrkirche St. Marien inne. Die gleichen Rechte übte er auch in Flomersheim St. Gorgonius (später St. Stephan) aus. Dem Kloster St. Georgenberg standen mehrere Pröpste vor, die es später zu hohen Würden brachten. 
1400 stiftete der Kantor Colinus des Paulusstifts in Worms einen Kreuzaltar in der Marienkapelle des Klosters St. Georgenberg zu Pfeddersheim. Colinus war der Neffe des Wormser Dompropstes Konrad von Gelnhausen, erster Kanzler der Universität Heidelberg.
Während des Pfälzischen Bauernkrieges fand im Juni 1525 die Schlacht bei Pfeddersheim statt, in deren Endphase sich die aufständischen Bauern im Kloster St. Georgenberg verschanzten und das deshalb verwüstet wurde.
Im Zuge der Reformation hob die Kurpfalz das Kloster auf und verleibte den Grundbesitz sowie die Gefälle seiner Kellerei Pfeddersheim ein. Die formelle Aufhebung sei im Jahre 1550 geschehen, die Gebäude auf dem Georgenberg wurden laut Stadtarchiv Worms 1543/44 abgetragen.
Einziger Überrest des Klosters St. Georgenberg ist ein Steinsarg aus der Zeit um das Jahr 1000, der 1981 auf dem ehemaligen Klostergelände ausgegraben wurde. Er steht derzeit vor dem Pfeddersheimer Rathaus.

## Pröpste
(nicht vollständig; in Klammer, soweit bekannt, das Jahr der Erwähnung)
- Eberhard (1173)[12]
- Johann Wyß (1390)
- Johann von Nassau (ab 1397 Erzbischof von Mainz)
- Gottfried von Leiningen (1396, erwählter Erzbischof von Mainz, nicht bestätigt)
- Johann von Fleckenstein (1398, ab 1423 Bischof von Basel)[13]
- Conrad von Bolanden-Hohenfels (1407, 1414, 1419, Sohn des Conrad II. von Bolanden-Hohenfels und der Ida von Erbach-Erbach)[14]
- Arnold von Geispitzheim (1451)
- Anton Wyß (1463; später Rat und Hofkaplan des Mainzer Erzbischofs Adolf von Nassau-Wiesbaden-Idstein)
- Johann von Notaris (1500)
- Philipp von Harcourt (1525)
- Heinrich von Elter (1533)